# Heliura emerentia
Heliura emerentia är en fjärilsart som beskrevs av Paul Dognin 1898. Heliura emerentia ingår i släktet Heliura och familjen björnspinnare. Inga underarter finns listade i Catalogue of Life.